# Alderano Cybo-Malaspina (1613-1700)
Alderano Cybo (Genova, 16 luglio 1613 – Roma, 22 luglio 1700) è stato un cardinale italiano.

## Biografia

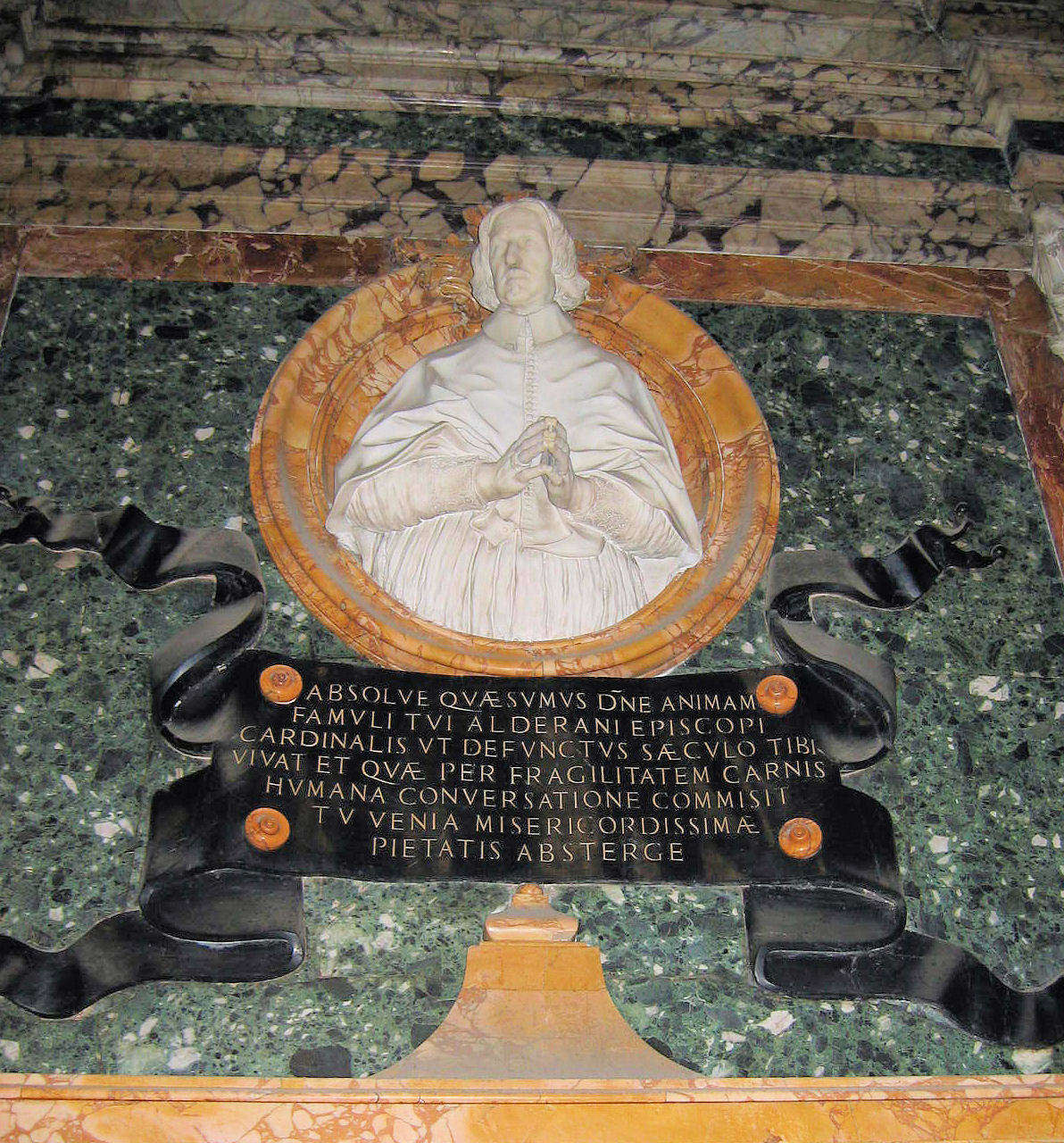
Francesco Cavallini, Ritratto del cardinal Alderano Cybo, Roma, Santa Maria del Popolo.

Figlio cadetto di Carlo I Cybo-Malaspina, sovrano del principato di Massa e Carrara, e di sua moglie Brigida Spinola, venne avviato giovanissimo, come diversi dei suoi fratelli e sorelle minori, alla carriera ecclesiastica. Prelato domestico di papa Urbano VIII, referendario di Segnatura nel 1641, maestro di camera del papa e prefetto dei Sacri Palazzi Apostolici nel 1644, nel concistoro del 6 marzo 1645 papa Innocenzo X lo creò cardinale del titolo di Santa Pudenziana (venne traslato, il 30 gennaio 1668, a quello di Santa Prassede e poi, il 13 settembre 1677, a quello di San Lorenzo in Lucina).
Rivestì la carica di legato pontificio (governatore) in varie città e province dello Stato Pontificio: Urbino (dal 1646 al 1648), Romagna (dal 1648 al 1651), Ferrara (dal 1651), nonché Avignone, exclave pontificia in Francia (dove comunque non si recò personalmente mai; dal 1677 al 1690) .
Fu sovrintendente generale degli Stati Pontifici.
Il 24 aprile 1656 venne eletto vescovo di Jesi, carica che ricoprì fino al 10 settembre 1671.
Dal 23 settembre 1676 al 12 agosto 1689 collaborò come Segretario di Stato alla politica di papa Innocenzo XI, partecipando alle vicende che portarono alla condanna del quietismo; fu segretario della Suprema Congregazione dell'Inquisizione Romana ed Universale, prefetto della Congregazione dei Riti e segretario della Congregazione Concistoriale.
Nel 1679 venne nominato vescovo suburbicario di Palestrina; nel 1680 fu traslato alla sede suburbicaria di Frascati, e poi nel 1683, a quella di Porto-Santa Rufina. Infine, nel 1687 divenne decano del Sacro Collegio, e ricoprì, fino alla morte, la carica di cardinale vescovo di Ostia e Velletri.
Ebbe due figli naturali da madre sconosciuta: Orazio, chierico regolare della Compagnia di Gesù (1650 circa - Roma, 1713) e Ottavio, cavaliere professo dell'Ordine di Malta († Roma nel 1701).
È sepolto nella cappella Cybo della basilica di Santa Maria del Popolo di Roma, fatta costruire agli inizi del XVI secolo dal suo antenato Lorenzo Cybo, e da lui stesso fatta completamente restaurare, tra il 1680 e il 1686, a cura dell'architetto Carlo Fontana.

## Genealogia episcopale e successione apostolica
La genealogia episcopale è:
- Cardinale Guillaume d'Estouteville, O.S.B.Clun.
- Papa Sisto IV
- Papa Giulio II
- Cardinale Raffaele Riario
- Papa Leone X
- Papa Paolo III
- Cardinale Francesco Pisani
- Cardinale Alfonso Gesualdo
- Papa Clemente VIII
- Cardinale Pietro Aldobrandini
- Cardinale Laudivio Zacchia
- Cardinale Antonio Barberini, O.F.M.Cap.
- Cardinale Girolamo Colonna
- Cardinale Niccolò Albergati-Ludovisi
- Cardinale Alderano Cybo-Malaspina

La successione apostolica è:
- Vescovo Lorenzo Cybo (1672)
- Arcivescovo Paolo Caravita, O.S.B. (1673)
- Vescovo Angelo Veniero (1673)
- Cardinale Lorenzo Raggi (1680)
- Cardinale Pier Matteo Petrucci, C.O. (1681)
- Cardinale Urbano Sacchetti (1683)
- Cardinale Gianfrancesco Ginetti (1684)
- Arcivescovo Alessandro Montecatini, O.Cart. (1686)

## Ascendenza
|                                        |                                    |                                      | Genitori                                      |  |  | Nonni |  |  | Bisnonni                  |  |  | Trisnonni    |  |
|                                        |                                    |                                      |                                               |  |  |       |  |  | Alberico I Cybo-Malaspina |  |  | Lorenzo Cybo |  |
|                                        |                                    |                                      |                                               |  |  |       |  |  | Alberico I Cybo-Malaspina |  |  | Lorenzo Cybo |  |
|                                        |                                    | Ricciarda Malaspina                  |                                               |  |  |       |  |  | Alberico I Cybo-Malaspina |  |  |              |  |
| Alderano Cybo-Malaspina                |                                    |                                      |                                               |  |  |       |  |  | Alberico I Cybo-Malaspina |  |  |              |  |
|                                        |                                    | Elisabetta della Rovere              | Francesco Maria I Della Rovere                |  |  |       |  |  |                           |  |  |              |  |
|                                        |                                    | Elisabetta della Rovere              | Francesco Maria I Della Rovere                |  |  |       |  |  |                           |  |  |              |  |
|                                        |                                    | Elisabetta della Rovere              | Eleonora Gonzaga Della Rovere                 |  |  |       |  |  |                           |  |  |              |  |
| Carlo I Cybo-Malaspina                 |                                    | Elisabetta della Rovere              |                                               |  |  |       |  |  |                           |  |  |              |  |
|                                        |                                    | Francesco d'Este                     | Alfonso I d'Este                              |  |  |       |  |  |                           |  |  |              |  |
|                                        |                                    | Francesco d'Este                     | Alfonso I d'Este                              |  |  |       |  |  |                           |  |  |              |  |
|                                        |                                    | Francesco d'Este                     | Lucrezia Borgia                               |  |  |       |  |  |                           |  |  |              |  |
| Marfisa d'Este                         |                                    | Francesco d'Este                     |                                               |  |  |       |  |  |                           |  |  |              |  |
|                                        |                                    | …                                    | …                                             |  |  |       |  |  |                           |  |  |              |  |
|                                        |                                    | …                                    | …                                             |  |  |       |  |  |                           |  |  |              |  |
|                                        |                                    | …                                    | …                                             |  |  |       |  |  |                           |  |  |              |  |
| Alderano II Cybo-Malaspina             |                                    | …                                    |                                               |  |  |       |  |  |                           |  |  |              |  |
|                                        | Niccolò Spinola, patrizio genovese | Luca Spinola, patrizio genovese      |                                               |  |  |       |  |  |                           |  |  |              |  |
|                                        | Niccolò Spinola, patrizio genovese | Luca Spinola, patrizio genovese      |                                               |  |  |       |  |  |                           |  |  |              |  |
|                                        | Niccolò Spinola, patrizio genovese | Paola Fogliani, patrizia genovese    |                                               |  |  |       |  |  |                           |  |  |              |  |
| Giannettino Spinola, patrizio genovese | Niccolò Spinola, patrizio genovese |                                      |                                               |  |  |       |  |  |                           |  |  |              |  |
|                                        |                                    | Placida Doria, patrizia genovese     | Giannettino Doria, patrizio genovese          |  |  |       |  |  |                           |  |  |              |  |
|                                        |                                    | Placida Doria, patrizia genovese     | Giannettino Doria, patrizio genovese          |  |  |       |  |  |                           |  |  |              |  |
|                                        |                                    | Placida Doria, patrizia genovese     | Ginetta Centurione, patrizia genovese         |  |  |       |  |  |                           |  |  |              |  |
| Brigida Spinola, patrizia genovese     |                                    | Placida Doria, patrizia genovese     |                                               |  |  |       |  |  |                           |  |  |              |  |
|                                        |                                    | Stefano De Mari, patrizio genovese   | Francesco De Mari, patrizio genovese          |  |  |       |  |  |                           |  |  |              |  |
|                                        |                                    | Stefano De Mari, patrizio genovese   | Francesco De Mari, patrizio genovese          |  |  |       |  |  |                           |  |  |              |  |
|                                        |                                    | Stefano De Mari, patrizio genovese   | Lelia Pallavicini, patrizia genovese          |  |  |       |  |  |                           |  |  |              |  |
| Diana De Mari, patrizia genovese       |                                    | Stefano De Mari, patrizio genovese   |                                               |  |  |       |  |  |                           |  |  |              |  |
|                                        |                                    | Veronica Grimaldi, patrizia genovese | Giovanni Battista Grimaldi, patrizio genovese |  |  |       |  |  |                           |  |  |              |  |
|                                        |                                    | Veronica Grimaldi, patrizia genovese | Giovanni Battista Grimaldi, patrizio genovese |  |  |       |  |  |                           |  |  |              |  |
|                                        |                                    | Veronica Grimaldi, patrizia genovese | Maddalena Pallavicini, patrizia genovese      |  |  |       |  |  |                           |  |  |              |  |
|                                        |                                    | Veronica Grimaldi, patrizia genovese |                                               |  |  |       |  |  |                           |  |  |              |  |